# USD San Zaccaria
USD San Zaccaria – włoski klub piłki nożnej kobiet, mający siedzibę w dzielnicy Rawenny o nazwie San Zaccaria, na północy kraju.

## Historia
Chronologia nazw:
- 1972: U.S.D. San Zaccaria

Klub piłkarski U.S.D. San Zaccaria został założony w 1972 roku. W sezonie 2004/05 zespół debiutował w Serie C Emilia-Romagna, w którym zajął 7.miejsce. W sezonie 2008/09 zajął pierwsze miejsce i w barażach zdobył awans do Serie B. Po dwóch latach w 2010/11 zajął pierwsze miejsce w grupie B Serie B i awansował do Serie A2. Po trzech latach, w sezonie 2013/14 zajął pierwsze miejsce w grupie C Serie B (w 2012 Seria A2 zmieniła nazwę na Serie B) i awansował do Serie A. W debiutowym sezonie 2014/15 zajął 9.miejsce. W 2016 uplasował się na 6.pozycji, a w 2017 - na 8.miejscu. W sezonie 2017/18 został sklasyfikowany na przedostatniej 11.pozycji i zdegradowany do Serie B.

## Sukcesy

### Trofea międzynarodowe
Nie uczestniczył w rozgrywkach europejskich (stan na 31-05-2018).

### Trofea krajowe
- Serie A (I poziom):
  - 8.miejsce (1): 2015/16

- Serie B (II poziom):
  - mistrz (1): 2013/14 (grupa C)

- Puchar Włoch:
  - ćwierćfinalista (1): 2017/18

## Stadion
Klub rozgrywa swoje mecze domowe na stadionie Centro Sportivo "Massimo Soprani" w Rawennie, który może pomieścić 1000 widzów.